# 村霸
村霸泛指用暴力等非法手段操纵农村政治、恐吓并胁迫普通平民、侵占危害他人财产安全的人。因为中国历史大部分时期属于“皇权不下乡”的状态，这些人的大多数是以家庭宗族为纽带的豪强乡绅群体，其势力范围多局限于单一村落或邻近的数个村落以内，其中一些甚至拥有全职的私人武装。许多村霸也因此被视为“土皇帝”，在民国时期则有“土豪劣绅”之称。

## 扫黑除恶专项斗争
在中华人民共和国，村霸是基层群众自治制度的一个产物。虽然解放后的土地改革和人民公社的建立几乎消灭了权倾乡里的地主士绅阶级，但由中华人民共和国中央人民政府直接参与行政管理的行政区划的最低只到乡级行政区，最基层的村级行政区实际上属于民间团体性质的地方自治，与地方政府属于承包治权的合作关系，因此村级政治其实仍处于一个不受中央集权直接管控的“山高皇帝远”状态。这种窄小封闭的政治生态很容易产生强权即公理的政治文化，使得少数具有暴力和财力优势的人可以利用他人“好死不如赖活”的避险心态和从众行为不断垄断行政权和话语权，最终成为肆无忌惮横行当地的恶霸。村霸多在江泽民执政中国时期上台。
村霸的存在对地方政府在基层民主心中的政治信任产生了很负面的影响，中国大陆民间曾有“中央是恩人，省里是亲人，市里是好人，县里是坏人，乡里是恶人，村里是仇人”的说法，以至于经常发生群众完全绕过基层政法机构直接到省级政府甚至中央上访告状的情况。从维稳的角度来说，村霸属于黑社会，既是破坏农村法制和基层民主建设的人，也是政府权威和公信力的威胁，其造成的基层矛盾和社会不稳定性也很容易转嫁成为无差别针对整个社会的仇恨犯罪，其中一些村霸更是占山为王成为强收过路费的车匪路霸或走私与贩毒团伙。由于村霸的存在加剧了现有的三农问题，被认为是破坏中国共产党执政的根基，所以在习近平政府上台后是重点严打对象。《检查日报》称，截止到2020年11月底，扫黑除恶专项斗争累计打掉了1198个农村地区涉黑组织，依法严惩了3727名村霸。